# Electrónica de control
Los sistemas de control son aquellos dedicados a obtener la salida deseada de un sistema o proceso. En un sistema general se tienen una serie de entradas (referencia) que provienen del sistema a controlar, llamado planta, y se diseña un sistema para que, a partir de estas entradas, modifique ciertos parámetros en el sistema planta, con lo que las señales anteriores volverán a su estado normal ante cualquier variación.
Un sistema de control básico es mostrado en la siguiente figura:

## Clasificación
Hay varias clasificaciones dentro de los sistemas de control. Atendiendo a su naturaleza son analógicos, digitales o mixtos; atendiendo a su estructura (número de entradas y salidas) puede ser control clásico o control moderno; atendiendo a su diseño pueden ser por lógica difusa, redes neuronales. La clasificación principal de un sistema de control es de dos grandes grupos, los cuales son:
Sistema de lazo abierto: Sistema de control en el que la salida no tiene efecto sobre la acción de control.
- Se caracteriza porque la información o la variable que controla el proceso circulan en una sola dirección desde el sistema de control al proceso.
- El sistema de control no recibe la confirmación de que las acciones se han realizado correctamente.

Ejemplo:
Pensemos en el mecanismo de encendido y apagado de la luz de un pasillo de un edificio de departamentos.
Cuando subimos por el ascensor y el pasillo se encuentra a oscuras encendemos la luz. Esta luz se mantiene encendida durante un lapso de tiempo y luego se apaga independientemente del tiempo que nosotros necesitemos.
En este caso no hay ningún dispositivo que informe al sistema si todavía hay gente en el pasillo o si ya no hay nadie. No existe la retroalimentación ya que no existe un dispositivo que obtenga datos de ambiente (presencia de personas en el pasillo), y por lo tanto, ninguna información retroalimenta al sistema.
La información va en un solo sentido.
Sistema de lazo cerrado:Sistema de control en el que la salida ejerce un efecto directo   sobre la acción de control.
- Se caracteriza porque existe una relación de realimentación   desde el proceso hacia el sistema de control a través de los sensores.
- El sistema de control recibe la confirmación si las acciones ordenadas han sido realizadas correctamente.

## Tipos
Los principales tipos de sistemas de control son:
- Sí/No. En este sistema el controlador enciende o apaga la entrada y es utilizado, por ejemplo, en el alumbrado público, ya que éste se enciende cuando la luz ambiental es más baja que un nivel predeterminado de luminosidad.
- Proporcional (P). En este sistema la amplitud de la señal de entrada al sistema afecta directamente la salida, ya no es solamente un nivel prefijado sino toda la gama de niveles de entrada. Algunos sistemas automáticos de iluminación utilizan un sistema P para determinar con qué intensidad encender lámparas dependiendo directamente de la luminosidad ambiental.
- Proporcional derivativo (PD). En este sistema, la velocidad de cambio de la señal de entrada se utiliza para determinar el factor de amplificación, calculando la derivada de la señal.
- Proporcional integral (PI). Este sistema es similar al anterior, solo que la señal se  integra en vez de derivarse.
- Proporcional integral derivativo (PID). Este sistema combina los dos tipos anteriores.
- Redes neuronales. Este sistema modela el proceso de aprendizaje del cerebro humano para aprender a controlar la señal de salida.